# Chlorestes
Chlorestes là một chi chim trong họ Trochilidae.

## Các loài
Chi này gồm 5 loài:
- Chlorestes candida (trước thuộc chi Amazilia)
- Chlorestes eliciae (trước thuộc chi Hylocharis)
- Chlorestes cyanus (trước thuộc chi Hylocharis)
- Chlorestes julie (trước thuộc chi Juliamyia)
- Chlorestes notata